# Pivnisko

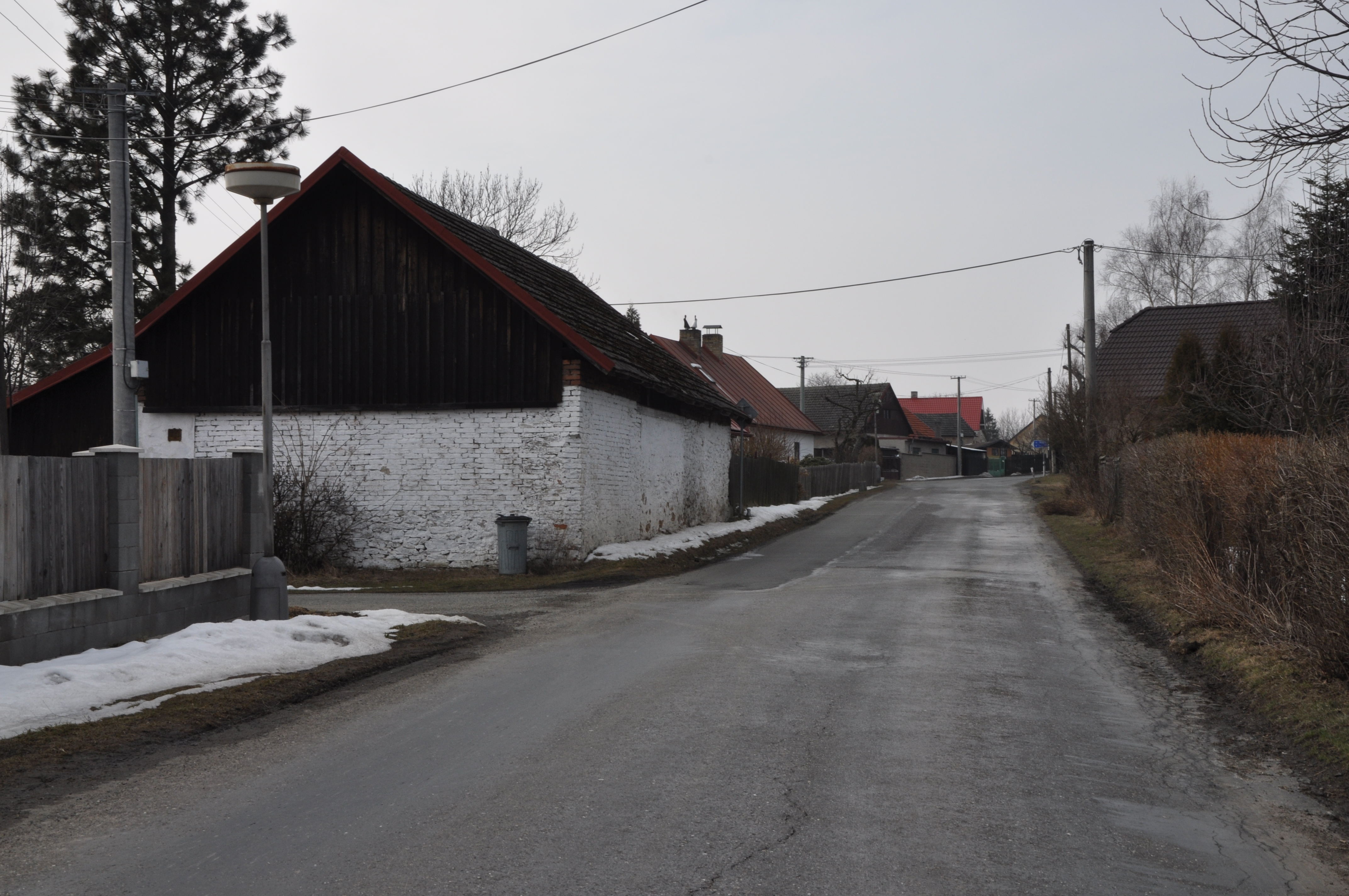
Pivnisko

Pivnisko (deutsch: Piwnisko) ist ein Ortsteil der Gemeinde Chlístovice im Okres Kutná Hora, Tschechien. Das Dorf liegt rund 5,7 Kilometer südwestlich von Chlístovice und rund 5,4 Kilometer südöstlich von Uhlířské Janovice. Pivnisko hat rund 34 Einwohner.

## Geographie
Pivnisko befindet sich im Quellgebiet des Baches Chlístovický potok in der Böhmisch-Mährischen Höhe. Das Dorf erstreckt sich entlang der Staatsstraße II/335 zwischen Uhlířské Janovice und Zbraslavice. Östlich liegt der Teich Krsovický rybník, südöstlich der Teich Bezděkov. Im Nordwesten erhebt sich die Březina (Schandauer Berg, 555 m n.m.).
Nachbarorte sind Kraličky im Norden, Svatý Jan t. Krsovice im Nordosten, Vernýřov im Osten, Malý Rápošov, Rápošov und Velká Skalice im Südosten, Malá Skalice, Kukle und Kamenná Lhota im Süden, Stará Huť, Líšťany, Staré Nespeřice und Podmoky im Südwesten, Kochánov und Mitrov im Westen sowie Janovická Lhota, Sudějov und Žandov im Nordwesten.

## Geschichte
Die erste schriftliche Erwähnung des Dorfes unter dem Namen Piwnitz stammt aus dem Jahr 1336.
Im Jahre 1840 bestand das zum Gut Inditz (Jindice) untertänige Dorf Piwnisko aus 31 Häusern, in denen 168 Personen, darunter eine jüdische Familie, lebten. Im Ort gab es ein Wirtshaus. Pfarrort war St. Anna.
Nach der Aufhebung der Patrimonialherrschaften bildete Pivnisko einen Ortsteil der Gemeinde Žandov im Gerichtsbezirk Kohljanowitz, Caslaver Kreis. Ab 1868 gehörte das Dorf zum Bezirk Kuttenberg. Ab 1961 war Pivnisko nach Kralice eingemeindet, seit 1985 ist das Dorf Teil der Gemeinde Chlístovice.
Am 3. März 1991 hatte der Ort 43 Einwohner, beim Zensus von 2001 lebten in den 28 Wohnhäusern von Pivnisko 35 Personen.

## Ortsgliederung
Pivnisko ist Teil des Katastralbezirkes Žandov.